# Акселел
Акселел  — горный хребет на Южном Урале на территории Ишимбайского района Республики Башкортостан. Длина хребта — 7 км, ширина — 3 км, абсолютная высота — 677 м. 
Вытянут меридионально вдоль реки Ряузяк, к северо-востоку - слияние рек Большой и Малый Ряузяк. Хребет выделяется скалистыми вершинами, круто обрывающимися к реке.  
Рельеф сложный, встречаются курумы.
Состав Акселела: известняки, песчаники, песчаники девона.
Ландшафт представлен липовыми лесами с примесью клёна и дуба.

## Карта
Лист карты N-40-78 Ташла. Масштаб: 1 : 100 000. Издание 1979 г.